# Luigi Poterzio
Luigi Poterzio (Gorizia, 4 giugno 1904 – 1976) è stato un politico italiano.
Nato a Gorizia nel 1904, esponente della Democrazia Cristiana, è stato eletto sindaco della città nel 1961 succedendo a Ferruccio Bernardis. Nel gennaio 1964, per motivazioni di carattere personale, decide di dimettersi dalla carica ed è sostituito da Franco Gallarotti.